# Pedro Quartucci
Pedro Quartucci (Buenos Aires, 30 juli 1905 – aldaar, 20 april 1983) was een Argentijns bokser die uitkwam bij de vedergewichten.
Hij nam deel aan de Olympische Spelen in Parijs in 1924. Hij behaalde de bronzen medaille. Zo werd hij meteen de allereerste Argentijn die een medaille op de Olympische Spelen won.
Hij begon als prof te boksen in 1925. In zijn korte carrière behaalde hij 3 overwinningen en verloor hij eenmaal.
Nadien begon hij aan een carrière in de film- en tv-wereld. Quartucci acteerde tot 1980 in diverse Argentijnse films en tv-series.
Hij overleed aan een hartaanval in 1983.
- Biblioteca Nacional de España: XX4833414
- Gemeinsame Normdatei: 1266432779
- International Standard Name Identifier: 0000 0001 1849 6671
- Système universitaire de documentation: 181384914
- Virtual International Authority File: 169634470
- WorldCat: E39PBJc3Dpx86XYgCTGRMrxFKd